# Karang Binangun
Karang Binangun is een bestuurslaag in het regentschap Ogan Komering Ulu van de provincie Zuid-Sumatra, Indonesië. Karang Binangun telt 4312 inwoners (volkstelling 2010).